# Brigid Brannagh
Brigid Brannagh (San Francisco, 3 augustus 1972), geboren als Brigid E. Walsh, is een Amerikaanse actrice.
Brannagh is het meest bekend van haar rol als Pamela Moran in de televisieserie Army Wives waar zij in 87 afleveringen speelde (2007-2013).

## Biografie
Brannagh werd geboren in San Francisco bij ouders van Ierse afkomst, in een gezin van negen kinderen.
Brannagh is getrouwd en woont nu in Los Angeles County.

## Filmografie

### Films
Selectie:
- 2002 Life Without Dick – als Ivy Gallagher O'Reilly
- 1998 The Man in the Iron Mask – als Molly Pichon
- 1993 Quest of the Delta Knights – als Thena
- 1988 The Wrong Guys – als zus van Louie

### Televisieseries
Selectie:
- 2017-2019 Marvel's Runaways - als Stacey Yorkes - 33 afl.
- 2016-2017 Grey's Anatomy - als Veronica Kays - 2 afl.
- 2016 Major Crimes - als Sherry Hickman - 3 afl.
- 2014 Murder in the First - als Sally Smoot - 2 afl.
- 2007-2013 Army Wives – als Pamela Moran – 87 afl.
- 2005 Over There – als Vanessa Dumphy – 11 afl.
- 2000-2001 Angel – als Virginia Bryce – 4 afl.
- 1999 Legacy – als Molly - 5 afl.
- 1997-1998 Brooklyn South – als Emmeline Flannagan – 4 afl.
- 1996 Kindred: The Embraced – als Sasha – 8 afl.
- 1990 True Colors – als Katie Davis – 45 afl.

- Library of Congress Control Number: no2008083687
- Virtual International Authority File: 73667009
- WorldCat: E39PBJkhJdv8BJKwk4rkmBR7pP